# Nitrariomyia
Nitrariomyia is een geslacht van insecten uit de familie van de Boorvliegen (Tephritidae), die tot de orde tweevleugeligen (Diptera) behoort.

## Soorten
- N. lukjanovitshi Rohdendorf, 1949